# Günther Jacob
Günther Jacob ist ein deutscher Autor und Publizist aus Hamburg.

## Leben
In den 1970er Jahren war Jacob Mitglied verschiedener maoistischer Gruppen, zunächst bis 1976 im KABD, dann in der von ihm betriebenen  Abspaltung Kommunistischer Arbeiterbund/Revolutionärer Weg und seit 1979 im 1985 aufgelösten KBW.
In den 90er-Jahren arbeitete Günther Jacob als Hip-Hop- und Soul-DJ, Popjournalist und politischer Autor mit den Schwerpunktthemen Kapitalismuskritik, Popkultur, Zwangsarbeit in der Zeit des Nationalsozialismus, Wehrmacht und Kritik der deutschen Erinnerungskultur.
Er veröffentlichte über die Junge Welt, Jungle World, Testcard, Spex, Network Press, das ID-Archiv, konkret und Die Zeit. Er veröffentlichte zahlreiche Bücher. Beim Deutschlandfunk produzierte Jacob ebenfalls Sendungen und referierte auf zahlreichen Podiumsdiskussionen über HipHop, Popkultur, politische Kunst und die oben genannten politischen Themen.
Er hat auch bereits unter dem neoistischen Pseudonym Karen Eliot Berichte veröffentlicht.
Jacob beteiligte sich Anfang der 1990er Jahre an den „Etwas-besseres-als-die-Nation“-Kampagnen der Antifa, welche durch Ostdeutschlands Städte zog mit dem Anspruch, sich lokal gegen Rechtsradikalismus zu engagieren und die linke Szene aufzuklären.

## Schriften
- Wer gewinnt wen? Die Opportunisten betreiben die Anpassung der Arbeiterbewegung an den Liberalismus. Frankfurt/Main 1978 (gemeinsam mit Thomas Böhmer und Konrad Weber)
- Materialien zur Kritik des Opportunismus der Gruppen „Volk und Wissen“. Frankfurt/Main 1978 (gemeinsam mit Thomas Böhmer und Konrad Weber)
- Zur Kritik des „imperialistischen Ökonomismus“. Eine Auseinandersetzung mit den Ansichten der Kommunistischen Gruppe Bochum-Essen zum Kampf um Demokratie. Frankfurt/Main 1979
- Materialien zur Lage der Arbeiterklasse in der Kopiergeräte-Industrie und zur Situation auf dem Kopiergeräte-Weltmarkt. Beispiele aus einer Betriebszeitung für eine Fabrik xerographischer Geräte in Hamburg. Hamburg 1981
- Pop & Mythos: Pop als Teil des Gründungsmythos der Berliner Republik
- Agit-Pop – Schwarze Musik und weisse Hörer. Texte zu Rassismus und Nationalismus, Hip Hop und Raggamuffin
- Elfter September Nulleins. Verbrecher Verlag, 2002
- Art Exit – Protestsong. Edition Selene, 2003, ISBN 3-85266-182-X